# Dibang (Fluss)
Der Dibang ist ein linker Nebenfluss des Brahmaputra in den indischen Bundesstaaten Arunachal Pradesh und Assam.
Der Dibang entsteht am Zusammenfluss von Mathun und Dri 4 km westlich von Anini, dem Verwaltungssitz des Distrikts Dibang Valley, im äußersten Nordosten von Arunachal Pradesh. Der Fluss strömt in südsüdwestlicher Richtung durch das Gebirge. Er nimmt mehrere Nebenflüsse auf, darunter Tangon und Ithun von links sowie Emra von rechts. Der Dibang durchfließt den Distrikt Lower Dibang Valley und erreicht das Tiefland von Assam. Er bildet einen verflochtenen Fluss mit zahlreichen Flussarmen. Der Dibang überquert die Grenze zu Assam. Ein Flussarm zweigt nahe Sadiya nach Süden ab und vereinigt sich mit dem Lohit, während der Hauptfluss nach Westen entlang der Nordgrenze des Dibru-Saikhowa-Nationalparks strömt und schließlich in den Brahmaputra mündet.
Der Dibang hat eine Länge von etwa 170 km.
Das Einzugsgebiet des Dibang grenzt im Westen an das des Brahmaputra sowie im Osten und Süden an das des Lohit.
Es gibt Planungen für mehrere Wasserkraftprojekte entlang dem Flusslauf des Dibang.